# Baudilio Méndez
Baudilio Méndez (Patzicía, Chimaltenango, Guatemala 5 de enero de 1934) es un violinista guatemalteco. 

## Trayectoria
Estudió con José Luis Abelar en el Conservatorio Nacional de Guatemala, ingresando a la Orquesta Sinfónica Nacional de su país en 1950. En 1962 emigró a los Estados Unidos, donde perteneció por tres temporadas a la Florida Symphony Orchestra de Orlando, Florida. Por los próximos catorce años fue miembro de la Cincinnati Symphony Orchestra en Cincinnati, Ohio. Después se integró a la Orquesta Sinfónica del Estado de México en Toluca, donde permaneció por tres años y medio, antes de volver a su país en 1984. En ese año participó en los conciertos de música histórica de Guatemala e Iberoamérica que dirigió el Maestro Dieter Lehnhoff, y estrenó como solista la fantochada El violín valsante de Huisderio Armadel, del compositor Joaquín Orellana. Se reincorporó a la Orquesta Sinfónica Nacional, y en 1990 fue invitado para ocupar el cargo de violinista concertino de esa orquesta en sucesión de Abelar. A partir de 1993 perteneció a la Nueva Orquesta Filarmónica de Guatemala, con la que grabó las Variaciones en Sol de José Escolástico Andrino bajo la dirección del Maestro Lehnhoff. Este último director también lo invitó en 1998 a integrarse a la Orquesta Metropolitana de la Ciudad de Guatemala, más tarde Orquesta Millennium, como concertino asociado junto con José Santos Paniagua. También ha liderado como concertino diversas orquestas de ópera que se han formado para acompañar elencos líricos en el Teatro Nacional de Guatemala. Ha sido catedrático de violín en el Conservatorio Nacional de Guatemala.

## Discografía
- La Sociedad Filarmónica, Nueva Orquesta Filarmónica, Dieter Lehnhoff, director. Guatemala: Fundación para la Cultura y el Desarrollo, Música histórica de Guatemala, Vol. III, 1994.

- Datos: Q5723662